# ألان كومفورت
ألان كومفورت (بالإنجليزية: Alan Comfort)‏ هو لاعب كرة قدم بريطاني، ولد في 8 ديسمبر 1964 في ألدرشوت في المملكة المتحدة. لعب مع كامبريدج يونايتد وكوينز بارك رينجرز ونادي ليتون أورينت ونادي ميدلزبره.